# Calippo

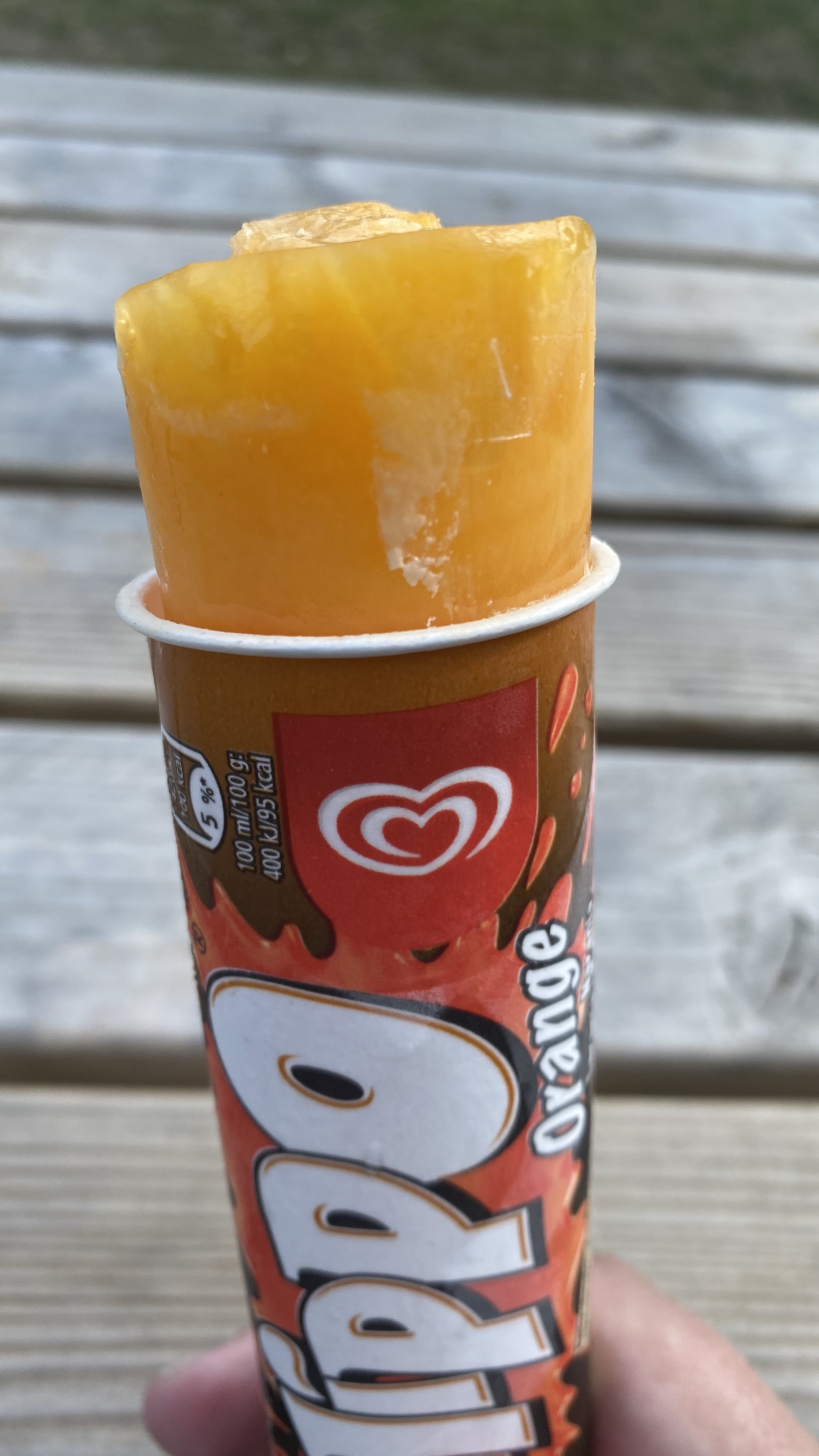
Calippo mit Orangengeschmack

Calippo ist eine Marke für eine Eissorte von Langnese. Dieses Eis brachte Langnese im Jahr 1984 heraus, ursprünglich in der Geschmacksrichtung Zitrone, ab Frühling 1985 stattdessen in Kirsche und Blutorange. Die verfügbaren Geschmacksrichtungen änderten sich im Laufe der Jahre mehrfach.
Bei Calippo handelt es sich um ein Wassereis, das im Gegensatz zu herkömmlichem Wassereis in einer Kartontube verpackt ist. Beim Verzehr wird das Eis von unten aus der Tube herausgedrückt, entsprechend der aufgedruckten gereimten „Bedienungsanleitung“: Unten auf die Tube drücken und das Eis von oben lecken – auf und nieder, immer wieder!
Seit es Calippo gibt, waren unter anderem folgende Geschmacksrichtungen verfügbar:
In regulärer Größe
- Blutorange
- Cola
- Erdbeer
- Fizz
- Kirsche
- Refresh (Ananas und Zitrone)
- Orange
- Zitrone

Als Mini, verfügbar nur in einer Haushaltspackung
- Cola
- Limette
- Tropic Mix (Orange und Erdbeere)

Als Calippo Shots (Kleine Eiskügelchen)
- Batman (2008) bzw. Ice Age 3 (2009) (Cola und Zitrone)
- Cool Dragon (Cola und Blutorange)
- Erdbeer
- Limette

Als Mini Calippo Sticks, verfügbar nur in einer Haushaltspackung
- Pack mit vier Sorten: Erdbeer, Cola, Zitrone, Orange